# Włodzimierz Cimoszewicz
Włodzimierz Cimoszewicz (AFI: [vwɔˈd͡ʑimjɛʂ  t͡ɕimɔˈʂɛvit͡ʂ]), nacido el 13 de septiembre de 1950 en Varsovia, Polonia) es un político polaco.

## Carrera
Cimoszewicz fue miembro de la Alianza de la Izquierda Democrática, primer ministro de Polonia de 1996 hasta finales de 1997, el ministro de asuntos exteriores de Polonia en los gobiernos de Leszek MIller (2001–2004) y Marek Belka (2004–2005), el vocero del Sejm (cámara más baja del parlamento polaco) de enero a octubre de 2005 y el candidato de izquierda en las elecciones presidenciales polacas de 1990 (obtuvo el 9 % de los votos) y las elecciones del 2005 (se retiró antes de las elecciones y juró abandonar la política).
Junto con Leszek Miller,  firmaron el Tratado de Adhesión, lo que abriría el camino a la afiliación polaca en la Unión Europea.
Cimoszewicz regresó a la política durante las elecciones parlamentarias del 2007, cuándo ganó un escaño del Senado como candidato independiente. Mantuvo su cargo de senador hasta el final de su periodo en 2015. Desde 2015, Cimoszewicz lidera la corriente de trabajo en la Agencia para la Modernización de Ucrania (AMU), donde es responsable de combatir la corrupción.

### Candidatura presidencial
El 28 de junio de 2005, Cimoszewicz declaró su intento de postularse como presidente de Polonia(ver: Elección 2005). Instantáneamente lideraba las encuestas. Se postuló anteriormente en 1990 y obtuvo un 9.21 % de los votos. En 1990, Lech Wałęsa y Stan Tymiński pasaron a la segunda ronda. Cimoszewicz no se postuló en los años 1995 y 2000 dándole la oportunidad a su colega cercano Aleksander Kwaśniewski quién asumió dos veces la presidencia del país. Su comité de elección fue presidida por la esposa del presidente Kwaśniewski, Jolanta Kwaśniewska.
El 9 de julio de 2005, Cimoszewicz causó un gran alboroto político por rechazar atestiguar delante de la comisión Orlen. Acusó a siete de sus ocho miembros de ser políticamente motivados, parciales y determinados a hundir su candidatura presidencial. Los expertos constitucionales estaban divididos si su movimiento era constitucional o si Cimoszewicz quebrantó la ley. Cincuenta y ocho por ciento de los polacos desaprobaron la conducta de Cimoszewicz antes de la comisión.
Según una encuesta por el diario Rzeczpospolita, Cimoszewicz era un líder "manos abajo" el 5 de julio de 2005:
- Cimoszewicz: 28% de los votos
- Kaczyński: 19%
- Lepper: 17%
- Religa: 15%
- Tusk: 11%
- Borowski: 5%

Estaba predicho de que él ganaría la segunda ronda, independiente de quién iba a lograr el segundo lugar. La elección fue ganada por Lech Kaczyński.
En 2009, fue uno de dos candidatos para reemplazar a Terry Davis como Secretario General del Consejo de Europa. Sin embargo, en septiembre del 2009, la Asamblea Parlamentaria del Consejo de Europa eligió al candidato Thorbjørn Jagland como el nuevo secretario general.